# Sehryne Hennaoui
Sehryne Hennaoui est une joueuse franco-algérienne de volley-ball née le 10 janvier 1988 à Bouira (Algérie). Elle mesure 1,71 m et joue passeuse. Sa sœur Mélinda Hennaoui est également joueuse de volley-ball,.

## Clubs
| Club                      | Pays   | De        | À         |
| ------------------------- | ------ | --------- | --------- |
| Club Lyon st. Fons        | France | 1998-1999 | 2006-2007 |
| Istres Sports Volley-Ball | France | 2007-2008 | 2008-2009 |
| Terville OC               | France | 2009-2010 | 2009-2010 |
| Hainaut Volley            | France | 2010-2011 | 2011-2012 |
| Sans club                 |        | 2012-2013 | ...       |

## Palmarès
seniors:
2012 : 
Jeux olympiques de Londres passeuse de l'équipe nationale algérienne.
6e de pro A avec hainaut volley valenciennes 
2011:
- Médaille d'or des Jeux Africains à Maputo (MOZAMBIQUE)
- Vice-championne d'Afrique à Nairobi (KENYA)
- Vice-championne de France PRO B avec Hainaut Volley Valenciennes.

2010:
- Pro A avec TFOC (57) libero

2009:
- Championne d'Afrique avec l'équipe nationale d'Algérie.
- Vice-championne de France espoir.
- élue meilleure passeuse de France espoir avec son club Istres.
- 4e en ligue A, arrivée en 8e de finale en challenge cup (Europe)

2008:
- Jeux olympiques de Pékin avec L'équipe nationale d'Algérie
- Pro A avec IOPV istres

'cadettes,benjamines et minimes
2004:
- 3e de France cadette beach volley
- 2002 élue meilleure compétitrice de France
- 2001 élue meilleure défenseuse de France
- 2000 élue meilleure réceptionneuse de France